# Калај(IV) хлорид
Калај(IV) хлорид је хемијско једињење са молекулском формулом Sn Cl4. На собној температури је безбојан гас, који „дими“ у контакту са ваздухом, уз штипајући мирис. Молекулска маса му је 260,5; температура топљења -33 °C; температура кључања 114 °C. Добија се реакцијом гасовитог хлора са калајем.
Калај(IV) хлорид у реакцији са хладном водом подлеже хидролизи, а са врућом распаду. У хлороводоничној киселини и растворима хлорида јавља се као SnCl62-. Има надражујуће дејство на кожу.
Коришћен је у Првом светском рату као хемијско оружје.